# Фёдоровка (Неклиновский район)
Фёдоровка — село в Неклиновском районе Ростовской области. Административный центр Фёдоровского сельского поселения.

## География
Расположено на реке Сухой Еланчик, в 40 км к западу от Таганрога. Расстояние до Ростова-на-Дону — 100 км.

## История
Основано село в 1847 году. До революции это — слобода Фёдоровка в составе Таганрогского округа области Войска Донского.
В слободе была построена деревянная церковь в Честь Вознесения Господня, которая просуществовала 36 лет, начиная с 1857 года. В 1893 году она была заменена, вследствие ветхости, новым каменным храмом, имевшим в то же наименование. По данным газеты «Донские епархиальные ведомости» за 1897 год (№ 12), церковь действовала в полную силу, и к 1900 году число прихожан этого храма составило 3384 человека обоего пола. В слободе также работали мужская и женская церковно-приходские школы.
Известно, что храм Успения Пресвятой Богородицы, расположенный в селе Григорьевка ныне Матвеево-Курганского района, построенный в 1906 году на пожертвования жителей села, согласно Ведомости о церкви за 1912 году числился как приписная церковь к Вознесенскому храму слободы Федоровка Таганрогского округа Донской епархии.
Перед Октябрьской революцией в слободе постоянно проживало около 4200 человек, действовали крупные кирпичные заводы, паровая мельница, маслобойки, церковь, церковно-приходские школы. Постройки слободы больше походили на «мелкогородские, нежели на слободские».
В 1924 году село стало центром одноимённого района в составе Таганрогского округа Северо-Кавказского края. В селе тогда проживало 2908 человек, числилось 530 дворов, 5 мелких промышленных предприятий, 3 мельницы, маслобойка, пруд и 328 колодцев; действовали 2 школы 1-й ступени и 3 парторганизации.
К 1 июля 1950 года село значится как центр сельсовета и района одновременно в составе Ростовской области. В ноябре 1953 года Фёдоровский район был упразднён, а само село присоединено на правах сельсоветского центра к Таганрогскому району.
В апреле 1962 года село ввели в состав Неклиновского района.

## Население
| 2010 |
| ---- |
| 2226 |

Население в 2011 году — 2 262 жителей.

## Известные люди
- Малеванная Лариса Ивановна (род. 1939) — советская и российская актриса театра и кино, театральный режиссёр, народная артистка РСФСР (1985).
- Кутахов Павел Степанович (1914—1984) — советский военачальник, Главный маршал авиации (1972), дважды Герой Советского Союза (1943, 1984), заслуженный военный лётчик СССР (1966).

## Интересные факты
- В 1976 году был снят х/ф «Встретимся у фонтана», съемки которого проходили в Фёдоровке.